# Santa Joana de Valois
Santa Joana de Valois o Joana de França (Nogent-le-Roi, 1464 - Bourges, 1505), princesa de França i duquessa de Berry. En 1502 va fundar l'orde monàstic de les Anunciates. Joana de Valois fou beatificada el 1743 pel Papa Benet XIV, posteriorment fou canonitzada el 1950 pel Papa Pius XII, 445 anys després de la seva mort. La seva festa se celebra el dia 4 de febrer.

## Biografia
Nasqué el 1464 sent filla del rei Lluís XI de França i la seva segona esposa Carlota de Savoia. Era neta per línia paterna del rei Carles VII de França i Maria d'Anjou, i per línia materna del duc Lluís I de Savoia i la comtessa Anna de Lusignan. Fou germana d'Anna de França i el futur rei Carles VIII de França.
Es casà el 1476 amb el duc Lluís II d'Orleans, futur rei de França amb el nom de Lluís XII de França. D'aquesta unió no tingueren fills. A la mort del rei Carles VIII de França, germà de Joana de Valois, el duc d'Orleans va esdevenir hereu legítim al tron com el descendent per línia masculina més proper al rei difunt. En aquells moments Lluís ja tenia a les seves mans l'anul·lació del seu matrimoni, que no pogué consumar per la negativa de Joana. Amb l'anul·lació a la mà Lluís XII va poder-se casar, en segones núpcies, amb Anna de Bretanya, vídua del rei difunt.
Joana es retirà i va rebre en compensació el títol de duquessa de Berry. Molt religiosa, va ocupar-se d'obres socials (cura de malalts, ajut a necessitats, acollida i redempció de dones "caigudes", dedicades a la prostitució, etc.), d'educació (fundació d'un col·legi i ajuts econòmics per a nois que no tenien recursos per estudiar) i religiosos (reforma de convents diversos).
Va voler fundar un orde religiós dedicat a la pregària contemplativa i on les monges imitessin la vida de Maria, la Mare de Déu. Així, amb l'ajut del franciscà observant Gabriel-Marie Nicolas, va crear en 1501 l'Orde de l'Anunciació de Santa Maria a Bourges, fent-se ella mateixa monja i morint al convent d'aquesta ciutat el 1505.

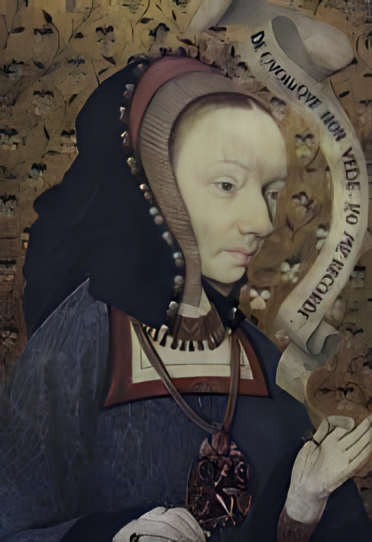
Retrat del s. XV
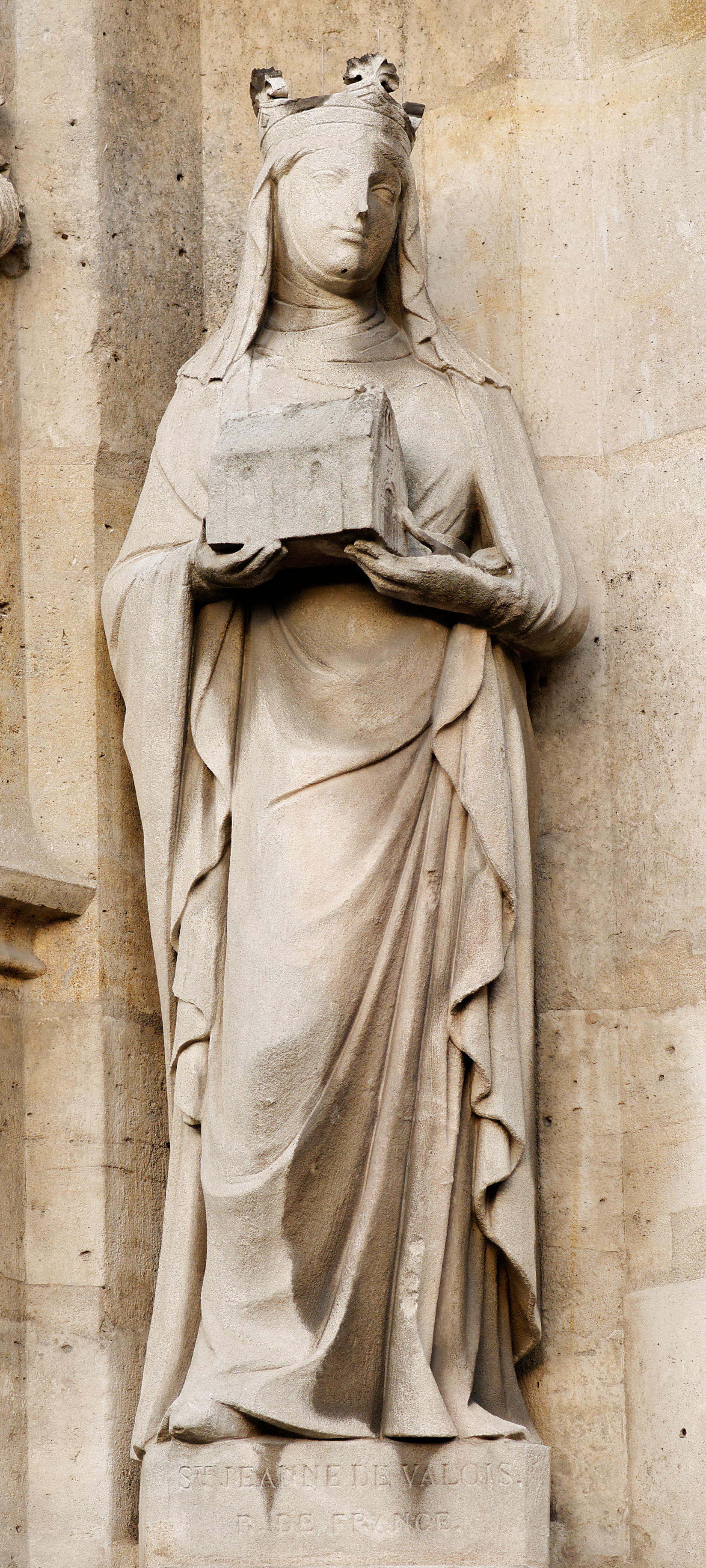
Escultura de Louis Desprez, 1841 (París, St. Germain l'Auxerrois)
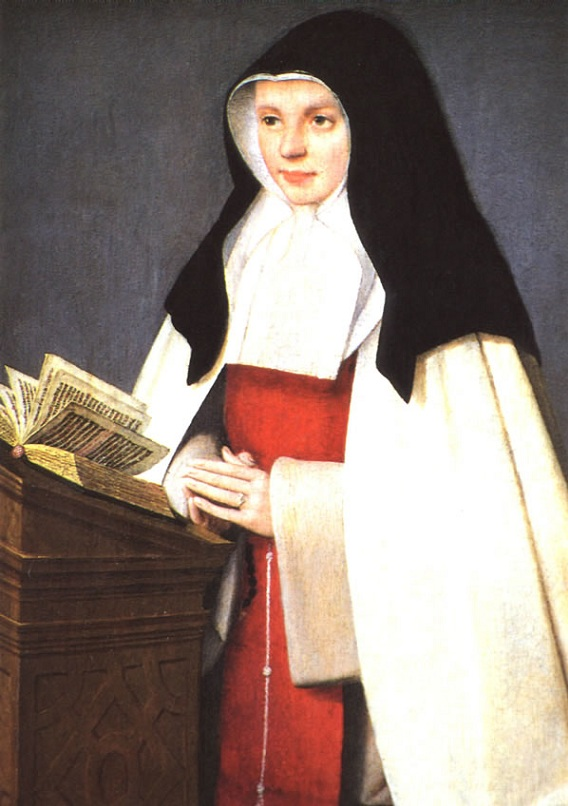
Pintura de 1530, per Jean Pérrehal
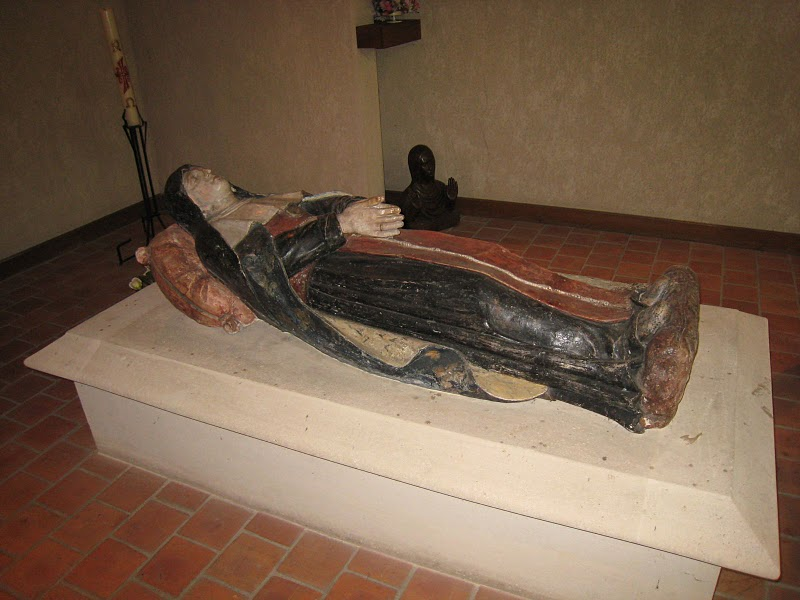
Tomba de la santa a l'antic Convent de l'Anunciació de Bourges